# ドエディクルス
ドエディクルス（Doedicurus、'乳棒の尾'の意）は、新生代第四紀更新世に生存していたグリプトドン亜科の1属。

## 概要

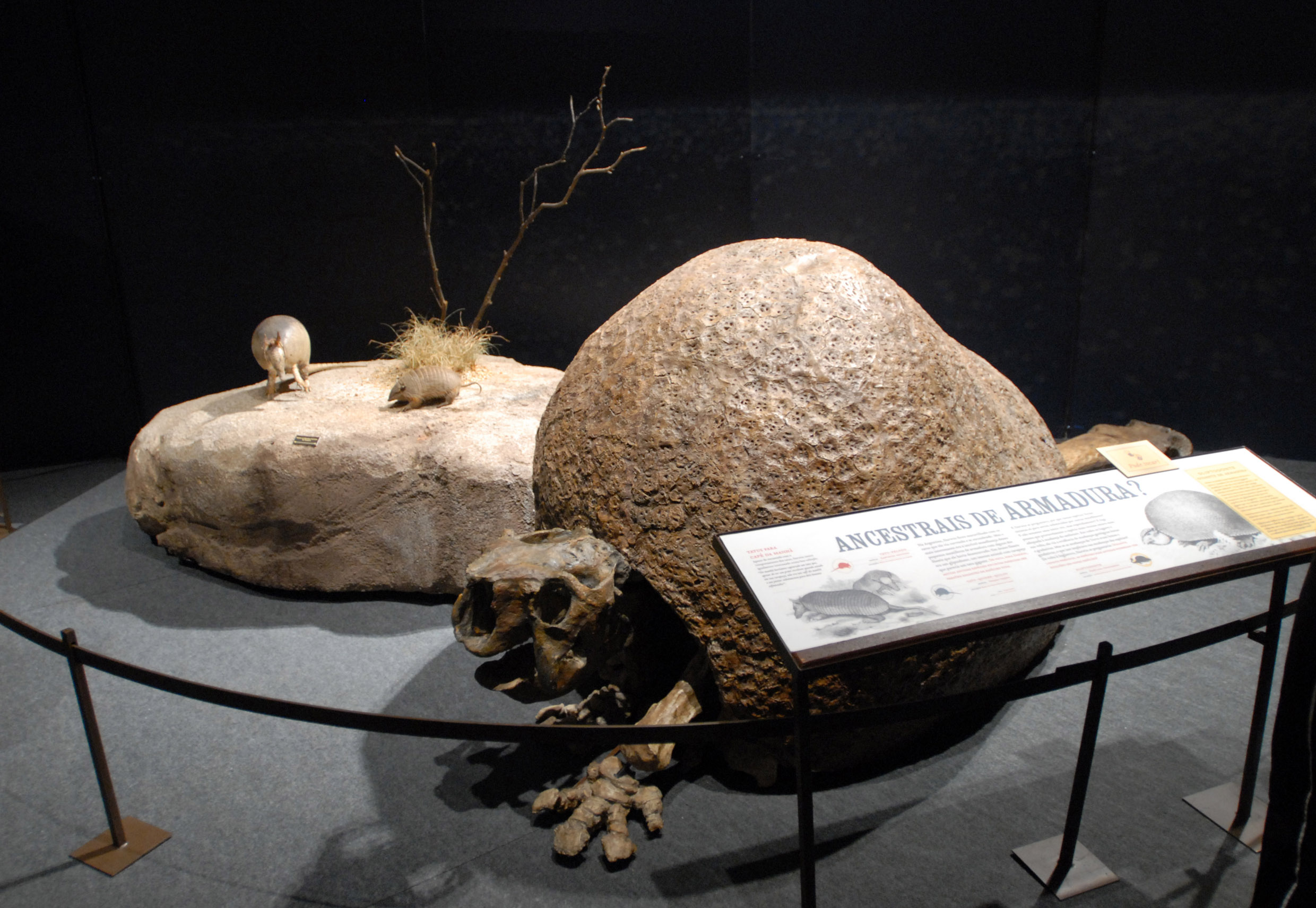
2匹の現在アルマジロの剥製と一緒に展示されるドエディクルスの全身骨格

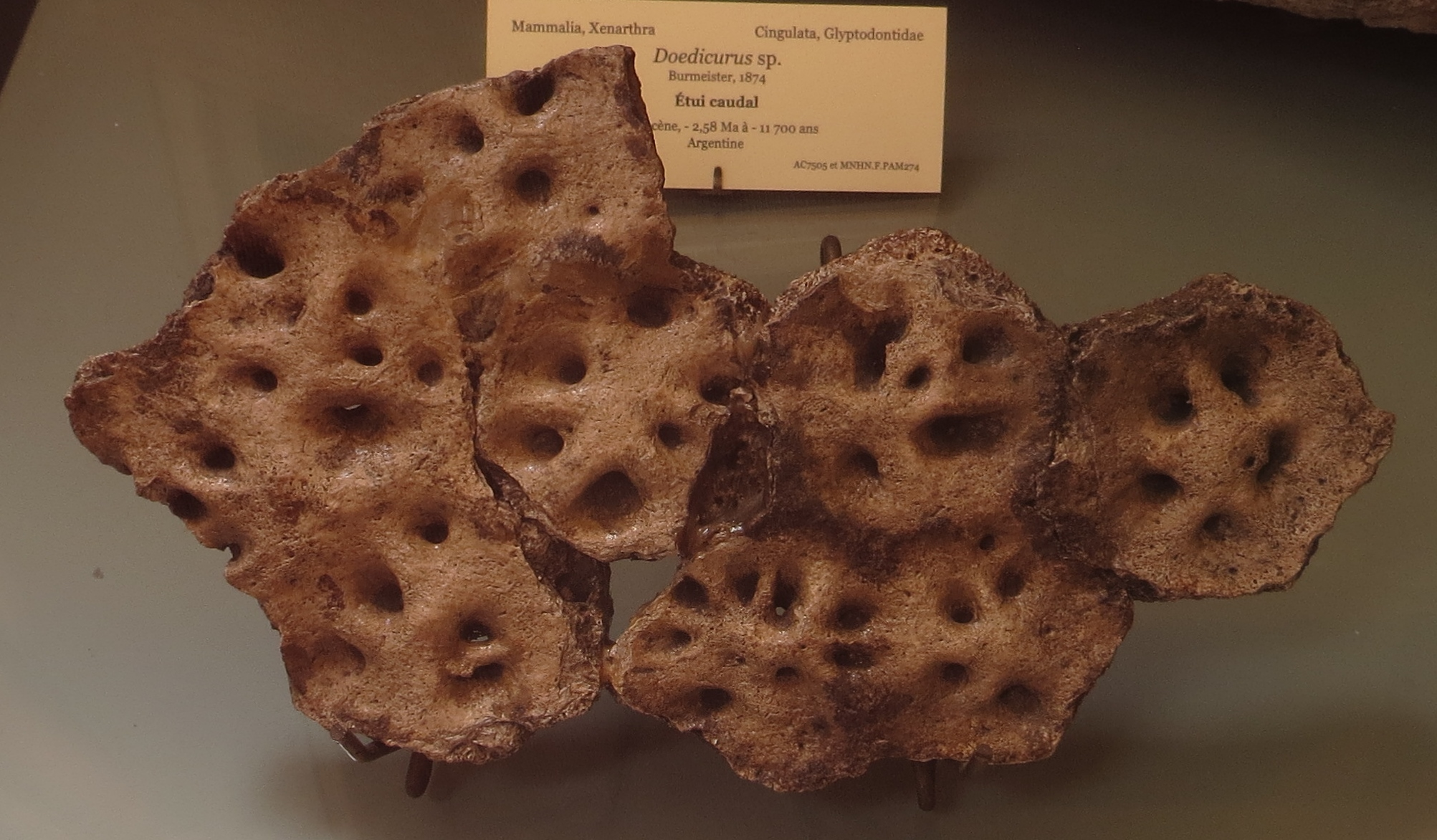
ドエディクルスの骨皮化石

更新世後期に生息し、グリプトドン科では最大級の動物。体長は最大で4mにも至る。尾は棒状で、先端には棘状の突起が複数存在した。また、背甲の後部にこぶがあるのも特徴である。

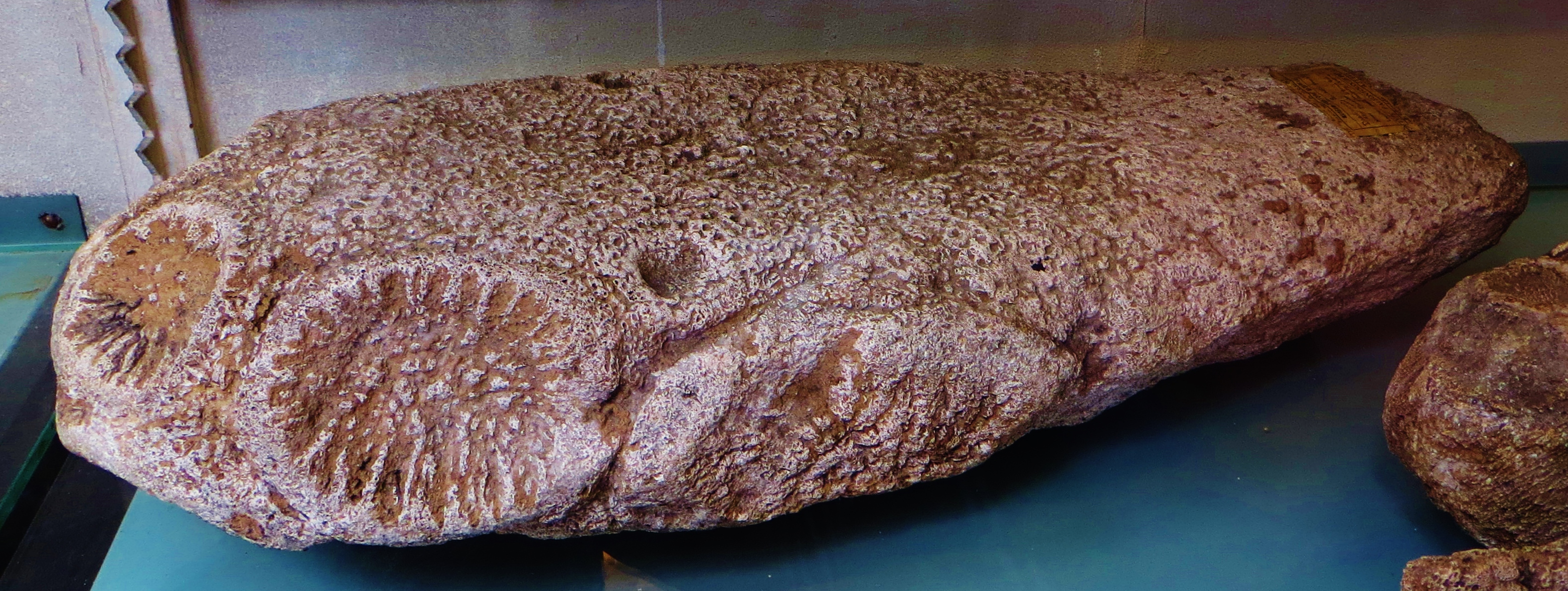
尾の先端

グリプトドンに比べて長い尾の先端には、中世の武器であるモーニングスターを思わせるトゲ付きの骨塊を持つ。捕食者に対してはこれを使って積極的な防衛手段をとっていたと考えられている。